# Краньчичі
Краньчичі (хорв. Kranjčići) — населений пункт у Хорватії, в Істрійській жупанії у складі громади Светвинченат.

## Населення
Населення за даними перепису 2011 року становило 80 осіб.
Динаміка чисельності населення поселення:

## Клімат
Середня річна температура становить 13,15 °C, середня максимальна – 27,19 °C, а середня мінімальна – -1,51 °C. Середня річна кількість опадів – 892 мм.
| Клімат поселення                              | Клімат поселення | Клімат поселення | Клімат поселення | Клімат поселення | Клімат поселення | Клімат поселення | Клімат поселення | Клімат поселення | Клімат поселення | Клімат поселення | Клімат поселення | Клімат поселення | Клімат поселення |
| Показник                                      | Січ.             | Лют.             | Бер.             | Квіт.            | Трав.            | Черв.            | Лип.             | Серп.            | Вер.             | Жовт.            | Лист.            | Груд.            |                  |
| Середній максимум, °C                         | 9,88             | 10,71            | 13,58            | 17,13            | 22,28            | 26,54            | 27,19            | 27,02            | 22,30            | 17,58            | 12,52            | 9,37             |                  |
| Середня температура, °C                       | 4,19             | 5,02             | 7,90             | 11,44            | 16,58            | 20,83            | 23,18            | 23,00            | 18,28            | 13,56            | 8,51             | 5,35             |                  |
| Середній мінімум, °C                          | −1,51            | −0,7             | 2,19             | 5,74             | 10,88            | 15,14            | 19,16            | 18,98            | 14,27            | 9,52             | 4,49             | 1,33             |                  |
| Норма опадів, мм                              | 67               | 56               | 64               | 72               | 63               | 72               | 52               | 77               | 81               | 99               | 108              | 81               |                  |
| Середньомісячна швидкість вітру, м/с          | 2.26             | 2.52             | 2.68             | 2.63             | 2.39             | 2.29             | 2.24             | 2.21             | 2.24             | 2.42             | 2.54             | 2.46             |                  |
| Середньомісячна сонячна радіація, кДж/м²·день | 4531             | 7442             | 10779            | 15242            | 19477            | 21302            | 22190            | 19160            | 14226            | 9182             | 4964             | 3847             |                  |
| --------------------------------------------- | ---------------- | ---------------- | ---------------- | ---------------- | ---------------- | ---------------- | ---------------- | ---------------- | ---------------- | ---------------- | ---------------- | ---------------- | ---------------- |
| Джерело:                                      |                  |                  |                  |                  |                  |                  |                  |                  |                  |                  |                  |                  |                  |